# Минорное трезвучие
Минорное (малое) трезвучие — трезвучие, состоящее из малой терции внизу и большой — вверху, между крайними звуками которого образуется интервал чистой квинты. Минорным трезвучием представлена тоника (основная ладовая функция) минорного лада.

## Терминология
Хотя термин минорное трезвучие зачастую употребляется для обозначения любых вертикальных структур описанного типа (независимо от исторической эпохи и склада музыки), это употребление по существу неверно, если оно относится к звуковысотным системам, в которых нет минорного лада. В анализах многоголосных сочинений эпохи Средних веков (например, Гильома де Машо), где вовсе нет мажорно-минорной тональности, правильней говорить о конкорде терцквинты (созвучии, которое мыслилось составленным из 2 интервалов), а многоголосной музыки эпохи Возрождения, где формируется представление об аккорде, но еще нет минорного лада (например, в мессах Жоскена Депре), правильней говорить о малом (а не о минорном) трезвучии.

## Обращения
| Вид              | Название               | Состав             | Обозначение | Эстрадно-джазовая цифровка |
| ---------------- | ---------------------- | ------------------ | ----------- | -------------------------- |
| Основной вид     | Малое трезвучие        | м. 3 + б. 3 = ч. 5 | М53         | C53                        |
| Первое обращение | Малый секстаккорд      | б. 3 + ч. 4 = б. 6 | М6          | C6                         |
| Второе обращение | Малый квартсекстаккорд | ч. 4 + м. 3 = м. 6 | М64         | C64                        |

Первым обращением малого трезвучия является малый секстаккорд, в котором нижним звуком является терция. Вторым обращением является малый квартсекстаккорд, с квинтой в качестве нижнего звука.
В состав малого трезвучия и его обращений входят малая и большая терция, а также чистая кварта, являющаяся обращением чистой квинты.

## Общая информация
Минорное трезвучие является одним из минорных аккордов, в состав которых входят звуки, отстоящие от основного тона на малую терцию и чистую квинту. Также минорными являются большой и малый минорный септаккорды.
Минорное трезвучие является диатоническим аккордом и строится на I, IV и V ступенях натурального минора. Эти три трезвучия ярче других выражают ладовые функции, благодаря чему называются главными трезвучиями и обозначаются как и главные ступени: t, s, d. В натуральном мажоре также три мажорных трезвучия, которые не находятся на главных ступенях лада, и поэтому называются побочными. В гармоническом мажоре или миноре — всего два минорных трезвучия.
Сокращенным обозначением минорного трезвучия является мин. 53, что соответствует виду аккорда и входящим в его состав интервалам. Согласно системе буквенно-цифровых обозначений аккордов, минорное трезвучие обозначается с помощью заглавной латинской буквы и приставки m, определяющей лад аккорда: например, ля-минорное трезвучие обозначается как Am.
Минорное трезвучие является консонантным, так как возникает в результате деления совершенного консонанса (квинты) согласно отношениям гармонических пропорций (10:12:15, малая терция + большая терция). Поэтому в музыке, начиная с эпохи Возрождения, оно трактуется как устойчивое и не требует разрешения в более совершенный консонанс.
Минорное трезвучие является одним из основных аккордов в системе гармонической тональности Нового времени. При этом в музыкальной эстетике со времён Царлино малое трезвучие расценивается как «мрачное», «грустное», «приглушённое», по сравнению со «светлым», «ярким», «весёлым» большим трезвучием.
Необращённое минорное трезвучие включает малую терцию, образованную между основным тоном и третьей ступенью, и большую терцию, построенную от третьей ступени. Так, состав трезвучия До минор — до, ми-бемоль, соль (C-Es-G).

### Таблица минорных трезвучий
| Аккорд | Основной тон | Малая терция | Чистая квинта |
| ------ | ------------ | ------------ | ------------- |
| Cm     | C            | E♭           | G             |
| C♯m    | C♯           | E            | G♯            |
| D♭m    | D♭           | F♭ (E)       | A♭            |
| Dm     | D            | F            | A             |
| D♯m    | D♯           | F♯           | A♯            |
| E♭m    | E♭           | G♭           | B♭            |
| Em     | E            | G            | B             |
| E♯m    | E♯           | G♯           | B♯ (C)        |
| Fm     | F            | A♭           | C             |
| F♯m    | F♯           | A            | C♯            |
| G♭m    | G♭           | B (A)        | D♭            |
| Gm     | G            | B♭           | D             |
| G♯m    | G♯           | B            | D♯            |
| A♭m    | A♭           | C♭ (B)       | E♭            |
| Am     | A            | C            | E             |
| A♯m    | A♯           | C♯           | E♯ (F)        |
| B♭m    | B♭           | D♭           | F             |
| Bm     | B            | D            | F♯            |